# Insulin detemir
Insulin detemir (Handelsname Levemir; Hersteller Novo Nordisk) ist ein langwirksames Insulinanalogon zur Behandlung von Diabetes mellitus. Es wurde im Juni 2004 von der Europäischen Kommission zugelassen und wird in Deutschland zum Ende des Jahres 2025 vom Markt genommen. Die Wirkung hält abhängig von der Dosis bis zu 24 Stunden an. Es kann in Kombination mit blutzuckersenkenden Arzneimitteln (oralen Antidiabetika) oder mahlzeitenbezogenem kurz bzw. schnell wirkendem Insulin angewendet werden.

## Klinische Angaben
- Anwendungsgebiete (Indikationen): Insulin detemir wird bei der Behandlung des Diabetes mellitus bei Erwachsenen, Jugendlichen und Kindern im Alter von 6 bis 17 Jahren eingesetzt.
- Art und Dauer der Anwendung: Insulin detemir ist ein lang wirksames Insulinanalogon, das als Basalinsulin eingesetzt wird. Es wird abhängig vom Therapieregime ein- oder zweimal täglich subkutan (unter die Haut) gespritzt. Die Dosierung muss individuell angepasst werden.
- Gegenanzeigen (Kontraindikationen): Bei Überempfindlichkeit oder Allergie gegen Insulin detemir darf das Medikament nicht angewendet werden.
- Anwendung während Schwangerschaft und Stillzeit: Es liegen bisher keine klinischen Erfahrungen vor.

## Pharmakologische Eigenschaften
- Wirkungsmechanismus (Pharmakodynamik): Insulin detemir ist ein lösliches, lang wirkendes Insulinanalogon mit einer verlängerten Wirkdauer, das als Basalinsulin angewendet wird. Die Blutzucker senkende Wirkung beruht auf der Fähigkeit des Moleküls, durch Bindung an Insulinrezeptoren in Muskel- und Fettzellen die Aufnahme von Glucose zu fördern. Gleichzeitig wird die Freisetzung von Glucose aus der Leber gehemmt.
- Aufnahme und Verteilung im Körper (Pharmakokinetik): Die maximale Serumkonzentration wird innerhalb von 6 bis 8 Stunden nach der Gabe erreicht. Der verzögerte Anstieg der Konzentration wird durch Myristinsäure erreicht, die der B-Kette angelagert ist. Diese bindet das Insulin detemir reversibel an Serumalbumin, so dass nur etwa 1 % frei im Blut zirkuliert.[3] Die intraindividuelle Variabilität der Resorption ist bei Insulin detemir niedriger als bei anderen Basalinsulinpräparaten.

## Sonstige Informationen
- Chemische und pharmazeutische Informationen: Das C-terminale Threonin (B30) wurde entfernt und an der ε-Aminofunktion des Lysins an B29 ein Myristinsäure-Molekül kondensiert. Der pH-Wert des Präparats ist 7,4. Die verlängerte Wirkung von Insulin detemir wird durch die starke Selbstassoziation von Insulin detemir-Molekülen an der Injektionsstelle und die Albuminbindung über die Fettsäure-Seitenkette vermittelt.

```
Detemir

          ┌─────────┐
G-I-V-E-Q-C-C-T-S-I-C-S-L-Y-Q-L-E-N-Y-C-N
            │                       ┌─┘
F-V-N-Q-H-L-C-G-S-H-L-V-E-A-L-Y-L-V-C-G-E-R-G-F-F-Y-T-P-K
                                                        │
                                                       
HN-CO-C
13
H
27
```

Die Herstellung erfolgt gentechnisch aus rekombinanter DNA in Saccharomyces cerevisiae. Zusatzstoffe sind Mannitol, Phenol, m-Kresol, Zinkacetat, Dinatriumhydrogenphosphat, Natriumchlorid, Salzsäure 2N (pH-Einstellung), Natriumhydroxid 2N (pH-Einstellung), Wasser für Injektionszwecke.
Bezüglich der IGF-1 Rezeptoraffinität unterscheiden sich Insulinanaloga zum Teil deutlich. Insulin detemir besitzt ähnlich günstige Eigenschaften wie Humaninsulin. Die Bindung an den IGF-1-Rezeptor ist mit der von Humaninsulin vergleichbar, wenn nicht sogar niedriger.
Studien:

In Studien wurde gezeigt, dass Patienten mit Typ-2-Diabetes unter Insulin detemir im Vergleich zu NPH-Insulin vergleichbare HbA1c Werte erreichen, jedoch bei deutlich geringerem Hypoglykämierisiko. Vergleichbare Ergebnisse gibt es für Typ-1-Diabetiker.